# کالوی (کامپانیا)
کالوی (به ایتالیایی: Calvi) یک کومونه در ایتالیا است که در استان بنونتو واقع شده‌است. کالوی ۲۲٫۲ کیلومتر مربع مساحت و ۲٬۵۴۲ نفر جمعیت دارد و ۳۷۶ متر بالاتر از سطح دریا واقع شده‌است.